# Geithain
Geithain (górnołuż. Chitań) – miasto w Niemczech, w kraju związkowym Saksonia, w powiecie Lipsk (do 31 lipca 2008 w powiecie Leipziger Land). Do 30 czerwca 2017 siedziba wspólnoty administracyjnej Geithain. Do 29 lutego 2012 w okręgu administracyjnym Lipsk.

## Geografia
Geithain leży ok. 40 km na południowy wschód od Lipska, na trasie drogi krajowej B7.

## Dzielnice miasta
- Mark Ottenhain
- Narsdorf
- Niedergräfenhain
- Syhra
- Theusdorf
- Wickershain

## Współpraca
- Veitshöchheim, Bawaria